# Ди Капуа, Джузеппе
Джузеппе ди Капуа (итал. Giuseppe Di Capua; род. 15 марта 1958, Салерно) — итальянский гребец, рулевой, выступавший за национальную сборную Италии по академической гребле в период 1976—2018 годов. Двукратный олимпийский чемпион, семикратный чемпион мира, победитель и призёр многих этапов Кубка мира.

## Биография
Джузеппе ди Капуа родился 15 марта 1958 года в городе Салерно, Италия. Заниматься академической греблей начал в возрасте тринадцати лет в 1972 году, проходил подготовку в клубе Stabia CN.
Дебютировал на международной арене в сезоне 1976 года, когда вошёл в состав итальянской национальной сборной и выступил на чемпионате мира среди юниоров в Австрии и завоевал бронзовую медаль. В 1979 году стартовал в двойках распашных на взрослом мировом первенстве в Бледе, но попасть здесь в число призёров не смог.
Благодаря череде удачных выступлений удостоился права защищать честь страны на летних Олимпийских играх 1980 года в Москве — в зачёте рулевых распашных двоек занял итоговое седьмое место.
В 1981 году в двойках одержал победу на чемпионате мира в Мюнхене. Год спустя повторил это достижение на мировом первенстве в Люцерне. Ещё через год на аналогичных соревнованиях в Дуйсбурге стал в той же дисциплине бронзовым призёром.
Находясь в числе лидеров гребной команды Италии, благополучно прошёл отбор на Олимпийские игры 1984 года в Лос-Анджелесе — на сей раз их двухместный распашной экипаж обошёл всех соперников, и ди Капуа таким образом получил золотую олимпийскую награду.
В 1985 году со своей командой был лучшим на чемпионате мира в Мехелене. Взял серебро на мировом первенстве 1986 года в Ноттингеме. Выиграл мировой чемпионат 1987 года в Копенгагене.
На Олимпийских играх 1988 года в Сеуле вновь завоевал золотую медаль в рулевых распашных двойках.
На чемпионатах мира 1989 года в Бледе, 1990 года в Тасмании и 1991 года в Вене неизменно поднимался на верхнюю ступень пьедестала в своей коронной дисциплине M2+.
В 1992 году на Олимпийских играх в Барселоне стал в двойках серебряным призёром, уступив в финале экипажу из Великобритании.
После четвёртой в своей карьере Олимпиады Джузеппе ди Капуа ещё в течение некоторого времени оставался в основном составе итальянской национальной сборной и продолжал принимать участие в крупнейших международных регатах. Так, в 1993 году он добавил в послужной список бронзовую награду, выигранную в распашных двойках на чемпионате мира в Рачице. По итогам сезона был награждён орденом «За заслуги перед Итальянской Республикой» в степени кавалера.
Впоследствии проявил себя в инвалидном спорте, в частности принимал участие в Паралимпийских играх 2016 года в Рио-де-Жанейро. В 2015 году был награждён золотой цепью за спортивные заслуги.
Владеет бисквитной фабрикой в Кастелламмаре-ди-Стабия, основанной его дедом Винченцо Касконе в 1908 году. Женился в 1987 году, имеет 3 детей.